# Ebersecken

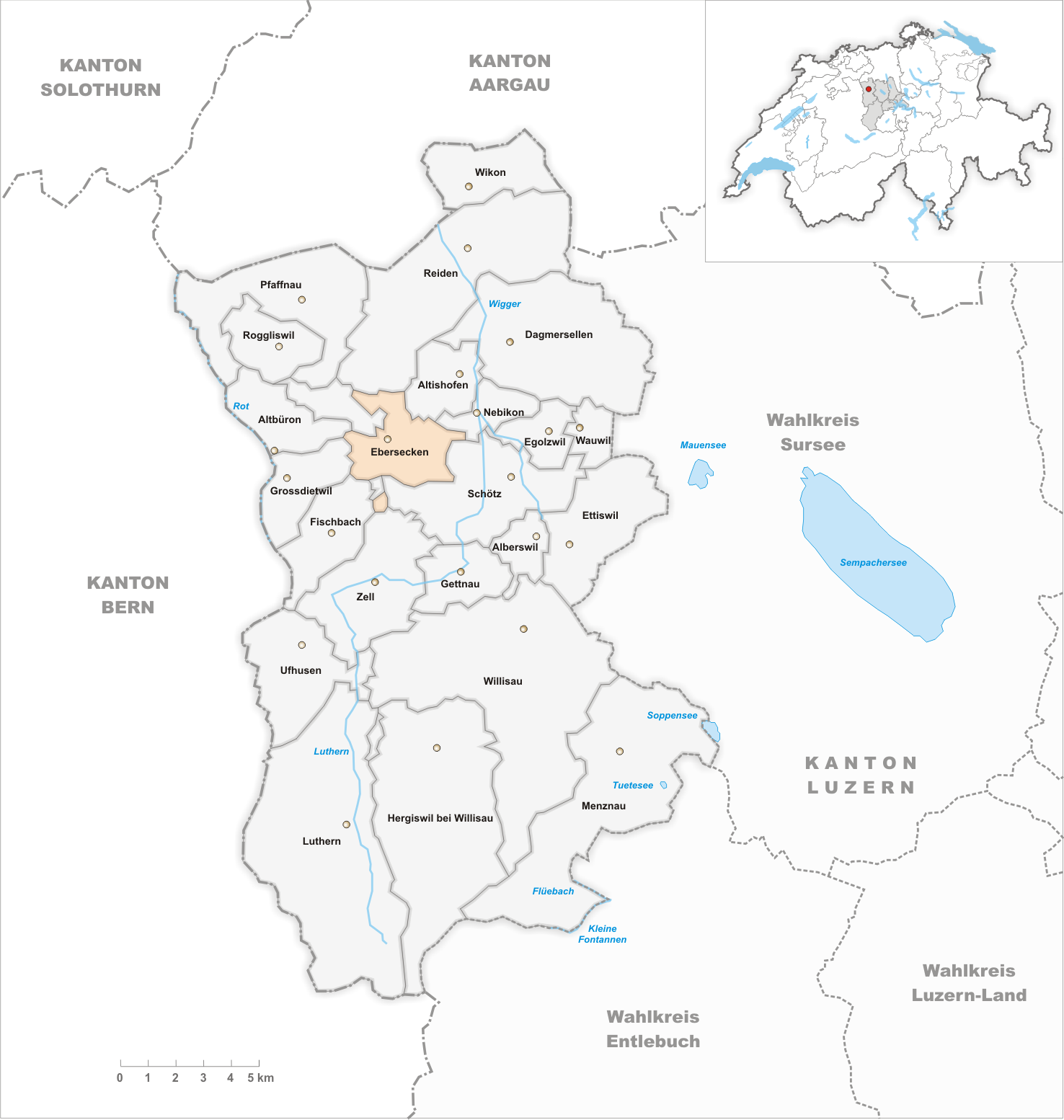
Gemeindestand vor der Fusion am 1. Januar 2020

Ebersecken war bis am 31. Dezember 2019 eine politische Gemeinde im Wahlkreis Willisau des Kantons Luzern in der Schweiz. Am 1. Januar 2020 fusionierte sie mit Altishofen.

## Geographie
Ebersecken liegt zwischen zwei Hügelzügen am Rikenbach in einem westlichen Seitental des Wiggertals im nördlichen Teil des Kantons Luzern. Das Dorfzentrum befindet sich im Nordwesten des Gemeindegebiets auf 546 m ü. M. Die Gemeinde besteht überdies aus zahlreichen weit verzweigten Weilern und Einzelgehöften:
Der Weiler Goldbach (643 m ü. M.) liegt zum Beispiel 1,3 km nordwestlich, die Enklave Lingi (698 m ü. M.) 2,3 km südlich, der Weiler Badachtal (525 m ü. M.) 1,4 km südöstlich und Wallberg (604 m ü. M.) 2,2 km südöstlich des Dorfes.
78,8 % des ehemaligen Gemeindegebiets von 857 ha werden landwirtschaftlich genutzt. Weitere 17,4 % sind mit Wald und Gehölz bedeckt, und nur 3,7 % sind Siedlungsfläche.
Ebersecken lag bis 2016 in einem sogenannten Funkloch, das heisst, der Mobilfunkempfang war sehr schlecht oder gar nicht vorhanden. Am 23. Februar 2016 hat die Swisscom eine Mobilfunkantenne in Betrieb genommen, die rund drei Viertel der Einwohner erreicht.
Ebersecken grenzte an Altbüron, Altishofen, Fischbach LU, Grossdietwil, Nebikon, Reiden, Schötz und Zell LU.

## Bevölkerung
| Bevölkerungsentwicklung | Bevölkerungsentwicklung |
| Jahr                    | Einwohner               |
| ----------------------- | ----------------------- |
| 1798                    | 541                     |
| 1860                    | 609                     |
| 1900                    | 476                     |
| 1920                    | 549                     |
| 1930                    | 479                     |
| 1950                    | 552                     |
| 1990                    | 386                     |
| 2004                    | 413                     |

Die Zahl der Bewohner stieg bis 1860 unaufhörlich an. Dann ging sie bis 1900 massiv zurück. In der ersten Hälfte des 20. Jahrhunderts schwankte die Einwohnerzahl ständig. Von 1950 an sank sie auf das historische Tief im Jahr 1990 und ist seither kaum angestiegen.

### Sprachen
Die Bevölkerung spricht eine hochalemannische Mundart. Bei der letzten Volkszählung im Jahr 2000 gaben 98,02 % der Bewohner Deutsch, 1,24 % Albanisch und 0,25 % Französisch als Hauptsprache an.

### Religionen – Konfessionen
Die Bevölkerung ist traditionell römisch-katholisch. 2000 sah die religiöse Zusammensetzung wie folgt aus: 86,63 römisch-katholische Christen, 5,69 % evangelisch-reformierte Christen, 2,23 % Konfessionslose und 0,99 % Muslime.

### Herkunft – Nationalität
Ende 2014 waren von den 401 Einwohnern 383 Schweizer und 18 (= 4,4 %) Ausländer. Die Einwohnerschaft bestand aus 95,6 % Schweizer Staatsbürgern. Ende 2014 stammten die ausländischen Einwohner aus Deutschland (27,8 %), Portugal (22,2 %) und Italien (5,6 %). 33,3 % stammten aus dem übrigen Europa, und 11,1 % waren aussereuropäischer Herkunft.

## Geschichte
In Ebersecken stand einst eine Burg der Freiherren zu Balm, deren Kapelle St. Ulrich ums Jahr 1000 zum ersten Mal erwähnt wird. Später entstand drumherum eine Siedlung. 1274 wird Eberseche erstmals erwähnt, als Freiherr Rudolf von Balm und Jakob von Fischbach, ein Bürger von Zofingen, von Bischof Rudolf von Konstanz die Erlaubnis zum Bau eines Frauenklosters erhalten. Das Zisterzienserinnenkloster wurde am 23. Juli 1275 den Nonnen, welche aus dem Mutterhaus Rathausen kamen, übergeben. Das Kloster erhielt den symbolischen Namen pura vallis (lauteres/reines Tal). Die 1277 erbaute Klosterkirche brannte bereits 1279 ab und wurde wieder neu aufgebaut. Im Jahr 1461 brannte dann fast das ganze Kloster nieder. Es wurde wieder aufgebaut, doch verliessen bereits 1594 die übrig gebliebenen Nonnen das Kloster. 1608 erlaubte der damalige Bischof von Konstanz den Abbruch, welcher aber erst 1707 erfolgte. Der Ort Ebersecken teilte das Schicksal seiner Grafschaft/Vogtei Willisau. Die Herrschaft ging im frühen 15. Jahrhundert von den Habsburgern an Luzern über. Er gehörte bis 1798 zur Vogtei Willisau. Danach, während der Helvetischen Republik, gehörte er zum Distrikt Altishofen und seit 1803 zum neugebildeten Amt Willisau.

## Politik

### Gemeinderat
Der ehemalige Gemeinderat Ebersecken bestand aus drei Mitgliedern und war bis zum 31. Dezember 2019 wie folgt aufgestellt:
- Thomas Roos (CVP): Gemeindepräsident
- Johann Steinmann (CVP): Gemeindeammann
- Emma Erni (FDP): Soziales

### Kantonsratswahlen
Bei den Kantonsratswahlen 2015 des Kantons Luzern betrugen die Wähleranteile in Ebersecken: CVP 41,6 %, FDP 30,9 %, SVP 24,1 %, SP 2,3 %, GPS 1,0 %, glp 0,1 %.

### Nationalratswahlen
Bei den Schweizer Parlamentswahlen 2015 betrugen die Wähleranteile in Ebersecken: CVP 36,3 %, SVP 32,1 %, FDP 25,3 %, Grüne 2,4 %, SP 1,9 %, BDP 1,0 %, glp 0,4 %.

## Wirtschaft
Ebersecken ist von jeher ein Bauerndorf; 2001 gab es noch 45 Landwirtschaftsbetriebe. Insgesamt gibt es 211 Erwerbstätige. Davon sind 104 Wegpendler, denen 23 Zupendler entgegenstehen. Im Jahr 2001 arbeiteten 70,1 % der Erwerbstätigen in der Landwirtschaft, 9,2 % in Industrie und Gewerbe und 20,7 % in Dienstleistungsberufen.

### Verkehr
Ebersecken ist durch die Buslinie Dagmersellen-Nebikon-Schötz-Ebersecken an den Öffentlichen Verkehr angeschlossen. In Nebikon liegt auch in einer Entfernung von 5 km von Ebersecken die nächstgelegene Bahnstation der Strecke Olten–Luzern. 1874 wurde zwischen Ebersecken und Altbüron ein 2 km langer Eisenbahntunnel als Teil der geplanten Langenthal-Wauwil-Bahn gebaut. Aus wirtschaftlichen Gründen wurde die Linie nie fertiggestellt, so dass Ebersecken das Kuriosum einer an keiner Bahnlinie liegenden Ortschaft mit einem (teilweise mit Wasser gefüllten) Eisenbahntunnel vorzuweisen hat. Der nächste Autobahnanschluss Dagmersellen an der A2 ist 8 km entfernt.

## Bildung
Im Schuljahr 2003/2004 besuchten 13 Kinder den Kindergarten und 46 Kinder die Primarschule. Ab dem 7. Schuljahr erfolgt der Schulbesuch in Nebikon.

## Sehenswürdigkeiten
Grösste Sehenswürdigkeit ist die an Stelle der ehemaligen Klosterkirche erbaute Kapelle St. Katharina, welche 1731 geweiht wurde. Der Altar, die Glocken und Teile des Gemäuers stammen von der alten Klosterkirche. So stammt der im Spätrenaissance-Stil errichtete Altar aus dem Jahr 1662. Die Chorfenster wurden 1887 eingebaut. In den Jahren 1932 und 1997/1998 wurde die Kapelle renoviert, 1932 auch vergrössert. Auch die weiteren Sehenswürdigkeiten sind religiöser Natur (Kapellen und Wegkreuze).